# Nicolás Redondo
Nicolás Redondo Urbieta (Baracaldo, 16 de junio de 1927 - Madrid, 3 de enero de 2023) fue un sindicalista y político español, miembro del Partido Socialista Obrero Español (PSOE) y del sindicato Unión General de Trabajadores (UGT). En 1972 formó parte de la dirección colegiada del PSOE Renovado. En el Congreso de Suresnes de 1974 rehusó el ofrecimiento de secretaría general acordando un pacto con Felipe González que definió el futuro del partido y del sindicato. Fue el secretario general de la Unión General de Trabajadores desde 1976 a 1994, cuando se retiró y dejó su actividad política y sindical.
Fue el padre de Nicolás Redondo Terreros, exdirigente del Partido Socialista de Euskadi-Euskadiko Ezkerra (PSE-EE).

## Biografía
Nació en la localidad vizcaína de Baracaldo el 16 de junio de 1927, en el seno de una familia obrera. Era hijo de Nicolás Redondo Blanco, destacado dirigente socialista y uno de los primeros concejales del Partido Socialista Obrero Español (PSOE) en Vizcaya. Tras la guerra civil española lo condenaron a muerte, pero le conmutaron la pena por 30 años de cárcel.
Obrero metalúrgico, se afilió al PSOE y a la UGT en 1945. Fue detenido y procesado por la dictadura del general Franco en numerosas ocasiones debido a sus actividades políticas y sindicales. En 1967 fue detenido junto a los históricos Ramón Rubial y Eduardo López Albizu, y desterrado a Las Mestas (Ladrillar, Las Hurdes, Cáceres).
Tras el congreso del PSOE de agosto de 1972, que destituye al secretario general Rodolfo Llopis, se convierte en miembro de la dirección colegiada del PSOE Renovado. Ante el Congreso de Suresnes de 1974, rehúsa el ofrecimiento para presentar su candidatura al puesto de primer secretario, llegando a un pacto con el sevillano Felipe González para que este accediese al cargo. Se daba la circunstancia de que había sido su abogado en la reclamación por su despido a causa de ser detenido.
El 18 de abril de 1976 fue elegido secretario general de la Unión General de Trabajadores (UGT) en el XXX Congreso de la central sindical socialista. Previamente había ejercido, desde 1971, el cargo de secretario político, predecesor del de secretario general. En su mandato, UGT se consolidó como sindicato más representativo entre los trabajadores, junto a Comisiones Obreras; inició la unidad de acción sindical con esta organización.

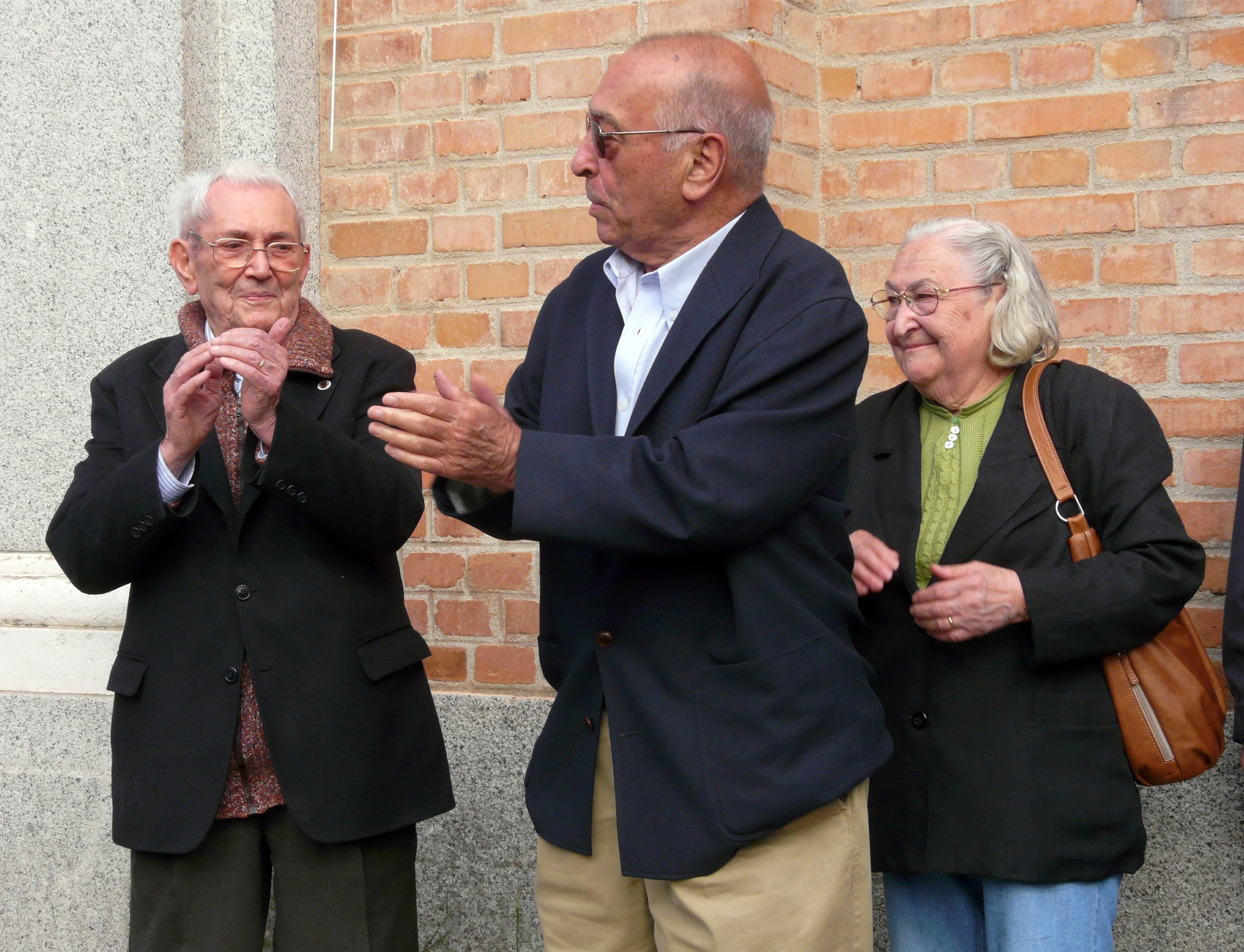
Nicolás Redondo, junto a Marcelino Camacho y Josefina Samper.

Fue elegido diputado del PSOE por Vizcaya en 1977, 1979, 1982 y 1986. En 1987 renunció a su escaño para mostrar su desacuerdo con la política laboral y social del gobierno de Felipe González, tras votar en contra de los Presupuestos Generales del Estado para 1988. Durante aquellos años se mostró crítico con las políticas de reconversión industrial que promovió el gobierno, y en particular con el ministro Carlos Solchaga, al que acusó de pretender «expansionar la economía a costa de los trabajadores». Convocó junto a Comisiones Obreras (CCOO) la huelga general del 14 de diciembre de 1988, con un éxito aplastante. También convocó junto a CCOO dos huelgas generales más durante el gobierno socialista, en junio de 1992 y enero de 1994.
El 10 de abril de 1994, en el 36.º congreso, dejó paso a Cándido Méndez como secretario general de la UGT, retirándose de toda actividad política y sindical.
Falleció en Madrid el 4 de enero de 2023, a los 95 años.

## Distinciones honoríficas
- Doctor honoris causa por la Universidad Politécnica de Valencia (2001).[6]
- Doctor honoris causa por la Universidad de Cádiz (2008).[7]
- Caballero Gran Cruz de la Orden del Dos de Mayo (2010).